# 박상길 (법조인)
박상길(朴相吉, 1953년 ~ )은 제20대 부산고등검찰청 검사장을 역임한 법조인이다. 부인 김미애와의 사이에 1남 1녀가 있다.

## 생애
1953년 서울시에서 태어나 1972년 경기고등학교와 1976년 서울대학교 법학과를 졸업하고 1977년 재19회 사법시험에서 합격하여 1979년 서울지방검찰청 검사에 임용되었다. 1987년 하버드대학교 로스쿨에서 법학 석사학위를 취득하였다.
대검찰청과 서울중앙지방검찰청에서 근무할 때 노태우 전 대통령 비자금 사건, 한보 사건, 대우그룹 분식회계 사건, 진승현.정현준 금융게이트 사건 등 굵직한 사건을 처리하여 특별수사통으로 이름을 날렸다.
팔당상수원 수질보전특별대책지역인 경기도 광주시 오포읍 일대 "주택조합아파트의 건축 인허가를 받을 수 있도록 도와달라"는 청탁과 함께 관련 업체들로부터 8억원을 받은 혐의로 박혁규 한나라당 의원을 구속 했다.
송인섭 대전상공회의소 회장은 2007년 2월 28일 부산고등검찰청 검사장으로 이임하는 박상길 대전고등검찰청 검사장을 방문하여 그간의 노고에 대한 감사패를 전달했다.
2007년 3월 30일 발표된 고위 공직자 재산공개에서 박상길은 53억 3천여만원으로 법무부와 검찰 고위 간부 중 재산총액 1위를 기록했다.
부산고등검찰청 검사장으로 재임하던 2008년 3월 6일 부산고등검찰청 대회의실에서 열린 퇴임식에서 "검찰을 둘러싼 환경이 어려워지고 있으나, 진정 두려워해야 할 것은 주변 환경이 아니라 검찰 내부의 좌절감과 두려움 그 자체"라며 "이럴 때일수록 자부심과 긍지를 가지고 일해야 한다"고 하면서 "검찰이 국민에게 겸손하고 절제된 자세를 보일 때 국민들로부터 진정한 존경을 받을 수 있을 것"이라며 "검찰의 의식과 문화를 검찰의 시각이 아닌, 국민의 시각으로 과감히 바꾸어야 한다"고 했다.

## 경력
- 1979년 ~ 1981년 서울지방검찰청 검사
- 1981년 ~ 1982년 제주지방검찰청 검사
- 1982년 ~ 1987년 법무부 법무심의관실 검사
- 1987년 ~ 1988년 서울지방검찰청 검사
- 1988년 ~ 1991년 법무부 검찰국 검사
- 1991년 ~ 1992년 마산지방검찰청 충무지청 지청장
- 1992년 ~ 1993년 법무부 검찰국 검사
- 1993년 ~ 1995년 대검찰청 감찰2과장
- 1995년 대검찰청 중앙수사부 3과장
- 1996년 대검찰청 중앙수사부 2과장
- 1997년 대검찰청 중앙수사부 1과장
- 1997년 서울지방검찰청 특수3부장
- 1998년 서울지방검찰청 특수2부장
- 1999년 서울지방검찰청 특수1부장
- 1999년 6월 ~ 2000년 2월 서울지방검찰청 의정부지청 차장검사
- 2000년 2월 ~ 2001년 6월 대검찰청 수사기획관
- 2001년 6월 ~ 2002년 2월 서울지방검찰청 3차장검사
- 2002년 2월 ~ 2003년 3월 서울지방검찰청 남부지청 지청장
- 2003년 대법원 사법개혁위원회 위원
- 2003년 3월 ~ 2004년 6월 법무부 기확관리실장
- 2004년 6월 ~ 2005년 4월 제24대 대한민국 대검찰청 중앙수사부장
- 2005년 4월 8일 ~ 2006년 2월 3일 제49대 대구지방검찰청 검사장
- 2006년 2월 6일 ~ 2007년 3월 4일 제14대 대전고등검찰청 검사장
- 2007년 3월 5일 ~ 2008년 3월 10일 제20대 부산고등검찰청 검사장
- 2008년 ~ 김앤장 법률사무소 변호사
- 2011년 ~ 2013년 POSCO 사외이사

## 수훈
- 1989년 법무부 장관 표창
- 2001년 홍조근정훈장
- 2007년 황조근정훈장